# Bernt Engelmann
Bernt Engelmann (Berlino, 20 gennaio 1921 – Monaco di Baviera, 14 aprile 1994) è stato uno scrittore e giornalista tedesco.

## Biografia
Di idee democratico-socialiste, scrittore e giornalista freelance dal 1961, fu una figura molto controversa nel panorama letterario della Repubblica Federale Tedesca. Ottenne fama grazie alla trilogia best seller Ein deutsches Antigeschichtsbuch ("Una Anti-storia Germanica"), pubblicata tra il 1974 e il 1977.  Il suo stile prediligeva un approccio storico-documentaristico alla materia dei suoi romanzi.   Come giornalista collaborò con importanti testate, tra cui il Der Spiegel, e con la televisione, curando tra gli altri il programma Panorama per ARD.
Spesso in polemica con le politiche della Germania Ovest, fu vice-presidente del PEN Club della RFT e portavoce dell'associazione degli scrittori tedeschi, e durante la sua tenuta istituì rapporti stretti e cordiali con Hermann Kant, allora presidente dell'unione degli scrittori della RDT. Le critiche alle sue politiche di avvicinamento con la Germania Est portarono alle sue dimissioni da tutte le cariche nel 1983. Dopo la riunificazione emersero suoi collegamenti con la Stasi.